# Too Good at Goodbyes
«Too Good at Goodbyes» — песня британского исполнителя Сэма Смита, ставшая первым синглом с его грядущего второго студийного альбома. Сингл был издан 8 сентября 2017 года.

## Информация о песне
31 августа 2017 года Сэм Смит заявил о том, что готовится к выходу его новая песня. 1 сентября Spotify разместил рекламные щиты с датой выхода новинки от Смита в Нью-Йорке, Лос-Анджелесе и Лондоне. Песня вышла в свет 8 сентября 2017 года. Сэм Смит объявил о четырёх выступлениях со своей новой песней в течение сентября, также он должен исполнить её на концерте We Can Survive 21 октября.

## Коммерческий успех
15 сентября 2017 года сингл «Too Good at Goodbyes» возглавил британский национальный хит-парад UK Singles Chart с тиражом 33,000 цифровые загрузки и 4,4 млн по стримингу, сместив с вершины чарта сингл «Look What You Made Me Do» американской певицы Тейлор Свифт и став шестым в карьере Смита чарттоппером в Соединённом Королевстве. Он также дебютировал на позиции № 1 в Австралии и Новой Зеландии. Это первый для Смита хит № 1 в Австралии.
В США песня дебютировала на пятом месте в американском общенациональном хит-параде Billboard Hot 100 в неделю, оканчивающуюся 30 сентября с тиражом 90,000 цифровых загрузок и 20,8 млн по стримингу, одновременно возглавив цифровой чарт Digital Songs. Он получил на радио аудиторию в 35 млн. Сингл также стал для Смита наивысшим дебютом в США и его вторым хитом, возглавившим чарт Digital Songs, впервые после «Stay with Me» (который лидировал в 2014 году).

## Музыкальное видео
Смит загрузил официальное аудио на свои аккаунты на YouTube и Vevo в начале дня 8 сентября. Аудио позднее было заменено на официальное музыкальное видео и произошло это 18 сентября.

## Позиции в чартах
| Чарт (2017)                                | Наивысшая позиция |
| ------------------------------------------ | ----------------- |
| ARIA                                       | 1                 |
| Австрия (Ö3 Austria Top 40)                | 17                |
| Бельгия/Фландрия (Ultratop 50)             | 6                 |
| Бельгия/Валлония (Ultratip Bubbling Under) | 10                |
| Канада (Billboard Canadian Hot 100)        | 3                 |
| Канада (Billboard AC)                      | 35                |
| Канада (Billboard CHR/Top 40)              | 31                |
| Канада (Billboard Hot AC)                  | 29                |
| Чехия (Singles Digitál Top 100)            | 12                |
| Tracklisten                                | 3                 |
| Euro Digital Songs (Billboard)             | 2                 |
| Финляндия (Suomen virallinen lista)        | 23                |
| Франция (SNEP)                             | 29                |
| Германия (GfK)                             | 24                |
| Венгрия (Single Top 40)                    | 15                |
| Венгрия (Stream Top 40)                    | 18                |
| IRMA                                       | 2                 |
| FIMI                                       | 39                |
| Япония (Billboard Japan Hot 100)           | 58                |
| Нидерланды (Dutch Top 40)                  | 18                |
| Нидерланды (Single Top 100)                | 3                 |
| Recorded Music NZ                          | 1                 |
| VG-lista                                   | 5                 |
| Португалия (AFP)                           | 18                |
| Шотландия (OCC Scotland)                   | 1                 |
| Словакия (Singles Digitál Top 100)         | 8                 |
| Sverigetopplistan                          | 2                 |
| Великобритания (OCC UK Singles)            | 1                 |
| США (Billboard Hot 100)                    | 5                 |
| США (Billboard Adult Contemporary)         | 16                |
| США (Billboard Adult R&B Songs)            | 22                |
| США (Billboard Adult Pop Airplay)          | 16                |
| США (Billboard Pop Airplay)                | 23                |

## Хронология издания
| Страна         | Дата             | Формат                        | Лейбл     | Ссылка |
| -------------- | ---------------- | ----------------------------- | --------- | ------ |
| Мир            | 8 сентября 2017  | цифровая дистрибуция          | Capitol   | [ 3 ]  |
| Италия         | 8 сентября 2017  | Contemporary hit radio        | Universal | [ 46 ] |
| Великобритания | 8 сентября 2017  | Contemporary hit radio        | Capitol   | [ 47 ] |
| США            | 18 сентября 2017 | Adult album alternative radio | Capitol   | [ 48 ] |